# تمرد النهر الأحمر

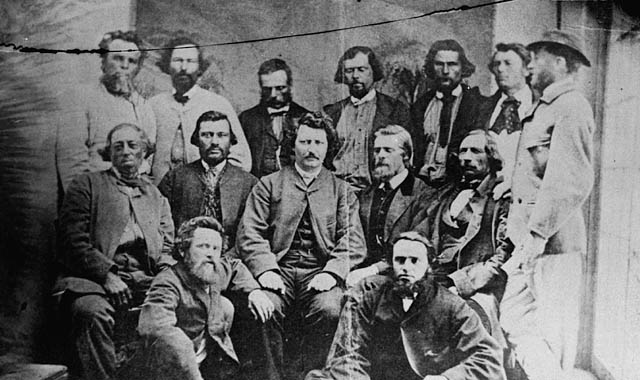
حكومة ميتيس المؤقتة

كان تمرد النهر الأحمر، ويُعرف أيضًا بمقاومة النهر الأحمر أو ثورة النهر الأحمر أو تمرد رئيل الأول، تسلسلَ الأحداث التي أدت إلى تأسيس حكومة مؤقتة عام 1869 على يد قائد شعب الميتي لوي رئيل وأتباعه في مستعمرة النهر الأحمر (رد ريفر)، واعتُبر هذا التمرد من المراحل الأولى في تأسيس المقاطعة الكندية الحالية مانيتوبا. في الفترة التي سبقت ذلك، كانت إقليمًا يُدعى أرض روبرت وكانت تحت سيطرة شركة هدسون باي (خليج هدسون) قبل بيعها.
كان التمرد الأزمةَ الأولى التي واجهتها الحكومة الفدرالية الجديدة بعد تشكيل الاتحاد الكندي عام 1867. كانت الحكومة الكندية قد اشترت أرض روبرت من شركة هدسون باي في عام 1869 وعينت حاكمًا ناطقًا بالإنجليزية، وهو ويليام ماكدوغال. عارضه الناطقون بالفرنسية، ومعظمهم من الميتي القاطنين في المستوطنة. قبل نقل الأرض رسميًا إلى كندا، أرسل ماكدوغال مساحين لتخطيط الأرض وفقًا لنظام المسح البلدي المربع المستخدم في نظام مسح الأراضي العامة. منع الميتي بقيادة رئيل، ماكدوغال من دخول الإقليم. أعلن ماكدوغال أن شركة خليج هدسون لم تعد مسيطرة على الإقليم وأن كندا طلبت تأجيل نقل السيادة. شكل الميتي حكومة مؤقتة، ودعوا إليها عددًا متساويًا من الممثلين الناطقين بالإنجليزية. تفاوض رئيل مباشرة مع الحكومة الكندية لتأسيس مانيتوبا بصفة مقاطعة.
في غضون ذلك، اعتقل رجال رئيل أعضاء فصيلٍ موالٍ لكندا عارض الحكومة المؤقتة. كان من بينهم رجلٌ من تنظيم الأورنج يدعى توماس سكوت. حاكمت حكومة رئيل سكوت وأدانته وأعدمته بتهمة العصيان. سرعان ما تفاوضت كندا والحكومة المؤقتة في أسينيبويا على اتفاقية. في عام 1870، أقر البرلمان الكندي قانون مانيتوبا، الذي سمح لمستعمرة النهر الأحمر بدخول الاتحاد تحت اسم مقاطعة مانيتوبا. تضمن القانون أيضًا بعض مطالب رئيل، مثل اعتماد مدارس فرنسية منفصلة لأطفال الميتي وحماية ممارسة الكاثوليكية.
بعد التوصل إلى اتفاق، أرسلت كندا حملة عسكرية إلى مانيتوبا لفرض السلطة الفدرالية. تُعرف اليوم باسم حملة ولسلي العسكرية (أو حملة النهر الأحمر)، وتألفت من ميليشيا كندية وجنود بريطانيين نظاميين بقيادة العقيد غارنت ولسلي. ازداد السخط في أونتاريو بشأن إعدام سكوت، وطالبت العديد من الجماعات الشرقية من بعثة ولسلي اعتقال رئيل بتهمة القتل وقمع ما اعتبروه تمردًا. انسحب رئيل بسلام من فورت غاري (حصن غاري) قبل وصول القوات في أغسطس 1870. فر رئيل إلى الولايات المتحدة بعد أن حذره الكثيرون من أن الجنود ينوون إيذاءه، وبعد حرمانه من عفو خاص لقيادته السياسية للتمرد. مثّل وصول القوات حدًا لنهاية التمرد.

## ظهور رئيل قائدًا
عينت الحكومة الكندية ماكدوغال المعروف بمناهضته للفرنسيين نائبًا لحاكم الأقاليم الشمالية الغربية – عُين في 28 سبتمبر 1869، استعدادًا لبدء تنفيذ الانتقال الرسمي في 1 ديسمبر. أدى هذا إلى زيادة التوترات بين شعب الميتي. في يوليو 1869، زادت شكوك الميتي عندما أمر ماكدوغال بإجراء مسح للمستوطنة. ببروزه قائدًا، أدان لوي رئيل - الذي تلقى تعليمه الرسمي في مدارسٍ على الطراز الأوروبي – مخطط المسح في خطاب ألقاه في أواخر أغسطس على أدراج كاتدرائية سان بونيفاس. كان أسلوب حياته مختلفًا تمامًا عن أسلوب حياة الميتي صائدي الجواميس. عندما عاد رئيل إلى الغرب، كان واضحًا أن ماكدونالد - خشيةً من الولايات المتحدة - يتفاوض مع شركة هدسون لنقل أرض روبرت دون مشاورة سكان النهر الأحمر ومجلس أسينيبويا. في 11 أكتوبر 1869، عرقل رئيل وأفراد آخرون من الميتي أعمال المسح. في 16 أكتوبر، نظمت هذه المجموعة «اللجنة الوطنية للميتي» لتمثيل مصالح شعب الميتي. انتُخب رئيل أمينًا، وجون بروس رئيسًا، وانتُخب ممثلان من كل أبرشية.
كان هناك في الأصل مجموعتي مقاومة في النهر الأحمر. كان أحدها بقيادة رئيل، في حين كانت الأخرى بقيادة ويليام ديز من الميتي. في معارضته، عبّر ديز عن قيم الميتي. خاضا صراع سلطة لفترة طويلة. كان الصراع على مستوى رمزي، إذ قدم الجانبان وجهات نظر مختلفة حول وحدة شعب الميتي. لم يشعر رئيل بالقوة الكافية لبدء تمرد أكتوبر 1869 إلا عند هزيمته ديز في قيادة المقاومة وتعزيز منظومة دعمه داخل مجتمع الميتي الفرنسي.
نظرًا لأن مجلس أسينيبويا التابع لشركة هدسون باي لا يزال يتمتع بسلطة على المنطقة، فقد استدعى ممثلوه رئيل في 25 أكتوبر لتبرير تصرفات اللجنة. في 30 أكتوبر، وصل ماكدوغال إلى الحدود على الرغم من أمر رئيل الخطي. أعلن رئيل أن أي محاولة من قِبل ماكدوغال لدخول مستعمرة النهر الأحمر ستُصد ما لم يتفاوض الكنديون أولًا على الشروط مع الميتي ومع عامة سكان المستوطنة.
في 2 نوفمبر تحت قيادة أمبرواز ديديم ليبين، أعاد الميتي مجموعة ماكدوغال إلى القرب من الحدود مع الولايات المتحدة وأجبروهم على التراجع إلى مدينة بيمبينا في إقليم داكوتا. زاد عدد أتباع رئيل بسرعة. في نفس اليوم، قاد رئيل نحو 400 فرد، جُندوا من كتائب الفراء الذين عادوا مؤخرًا إلى المستوطنة من أجل الموسم، للاستيلاء على فورت غاري دون إراقة دماء. عُرف هذا الحدث بأنه أحد أكثر تحركات رئيل ذكاءً، إذ رمزت السيطرة على الحصن إلى السيطرة على كل مداخل المستوطنة والشمال الغربي.
اختلف سكان مستعمرة النهر الأحمر حول كيفية التفاوض مع كندا؛ خصوصًا أنه لم يكن لدى السكان الناطقين بالفرنسية والإنجليزية إجماعٌ حول كيفية المضي قدمًا. في مبادرة توافقية، طلب رئيل في 6 نوفمبر من الناطقين بالإنجليزية اختيار مندوبين من كل أبرشياتهم لحضور مؤتمر مع ممثلي الميتي. بعد بضعة إنجازات في الاجتماع الأول، أعرب جيمس روس عن استيائه من معاملة رئيل لماكدوغال. نفى رئيل ذلك بغضب. صرح حينها أيضًا أنه ليس لديه أي نية لاستدعاء تدخلٍ أمريكي، بل أصر طوال فترة المقاومة على أنه هو والميتي رعايا مخلصين للملكة.
في 16 نوفمبر، قام مجلس أسينيبويا بمحاولة أخيرة لفرض سلطته عندما أصدر الحاكم ماكتافيش إعلانًا يأمر الميتي بنزع أسلحتهم. بدلًا من ذلك، اقترح رئيل في 23 نوفمبر تشكيل حكومة مؤقتة لتحل محل مجلس أسينيبويا للدخول في مفاوضات مباشرة مع كندا. طلب المندوبون الناطقون بالإنجليزية تأجيلًا من أجل مناقشة القضايا. لم ينجحوا في حشد الأبرشيات ذات الرعايا الناطقين بالإنجليزية، وراء هذه الخطوة. ولم يوافقوا أصلًا على «قائمة الحقوق»، التي قُدمت إلى المؤتمر في الأول من ديسمبر بعد إعلان ماكدوغال. على الرغم من تعاطفه مع الميتي، لم يفعل الحاكم ماكتافيش ما يكفي لإنهاء الصراع، وسجنه رئيل بعد فترة وجيزة.
في 1 ديسمبر، أعلن ماكدوغال أن شركة هدسون باي لم تعد مسيطرة على أرض روبرت بعد الآن وأنه نائب الحاكم الجديد. تبين لاحقًا أن هذا الإعلان يمثل مشكلةً إذ أنه أنهى بالفعل سلطة المجلس مع فشله في إنشاء سلطة كندية. دون علم ماكدوغال، أُجل انتقال السيادة بمجرد وصول أنباء الاضطرابات إلى أوتاوا.
نحو منتصف ديسمبر 1869، قدم رئيل الاتفاقية بقائمة من 14 حقًّا بمثابة شرط من شروط الوحدة. شمل ذلك تمثيلًا في البرلمان، وهيئة تشريعية ورئيس قضاة ثنائيي اللغة، والاعتراف ببعض مطالبات الأراضي. في حين أن الاتفاقية لم تقر القائمة في ذلك الوقت، إلا أنه بمجرد ما أصبحت قائمة الحقوق معروفة بشكل عام، وافق غالبية الناطقين بالإنجليزية على معظم المطالب باعتبارها معقولة.
رغم توجه جزء كبير من المستوطنة لوجهة نظر شعب الميتي، إلا أن أقلية شديدة الموالاة لكندا، أصبحت أكثر مقاومة لهم. نُظمت هذه المجموعة على نحو غير مضبوط تحت اسم الحزب الكندي وكانت بقيادة الطبيب جون كريستيان شولتز وتشارلز ماير. دعمها أيضًا العقيد دينيس والرائد تشارلز بولتون. عين ماكدوغال دينيس لإعداد ميليشيا من أجل اعتقال الميتي الذين كانوا يقطنون فورت غاري العليا. تجاهل المستوطنون الناطقون بالإنجليزية هذه الدعوة لحمل السلاح إلى حد كبير، وانسحب دينيس إلى فورت غاري السفلى. مع ذلك، حُث شولتز على تحصين منزله ومخزنه وجلب نحو 50 مجندًا.
أخذ رئيل التهديد على محمل الجد وأمر بتطويق منزل شولتز. استسلم المقاومون في 7 ديسمبر وسجنوا في فورت غاري. نظرًا للاضطرابات وغياب سلطة واضحة، أعلنت اللجنة الوطنية لشعب الميتي تشكيل حكومة مؤقتة في 8 ديسمبر. بعد تلقي إخطارٍ بتأجيل الاتحاد إلى أن تضمن إدارة شركة هدسون باي البريطانية الانتقال السلمي، رحل ماكدوغال ودينيس إلى أونتاريو في 18 ديسمبر. فر الرائد بولتون إلى بورتاج لابريري.